# Boršice

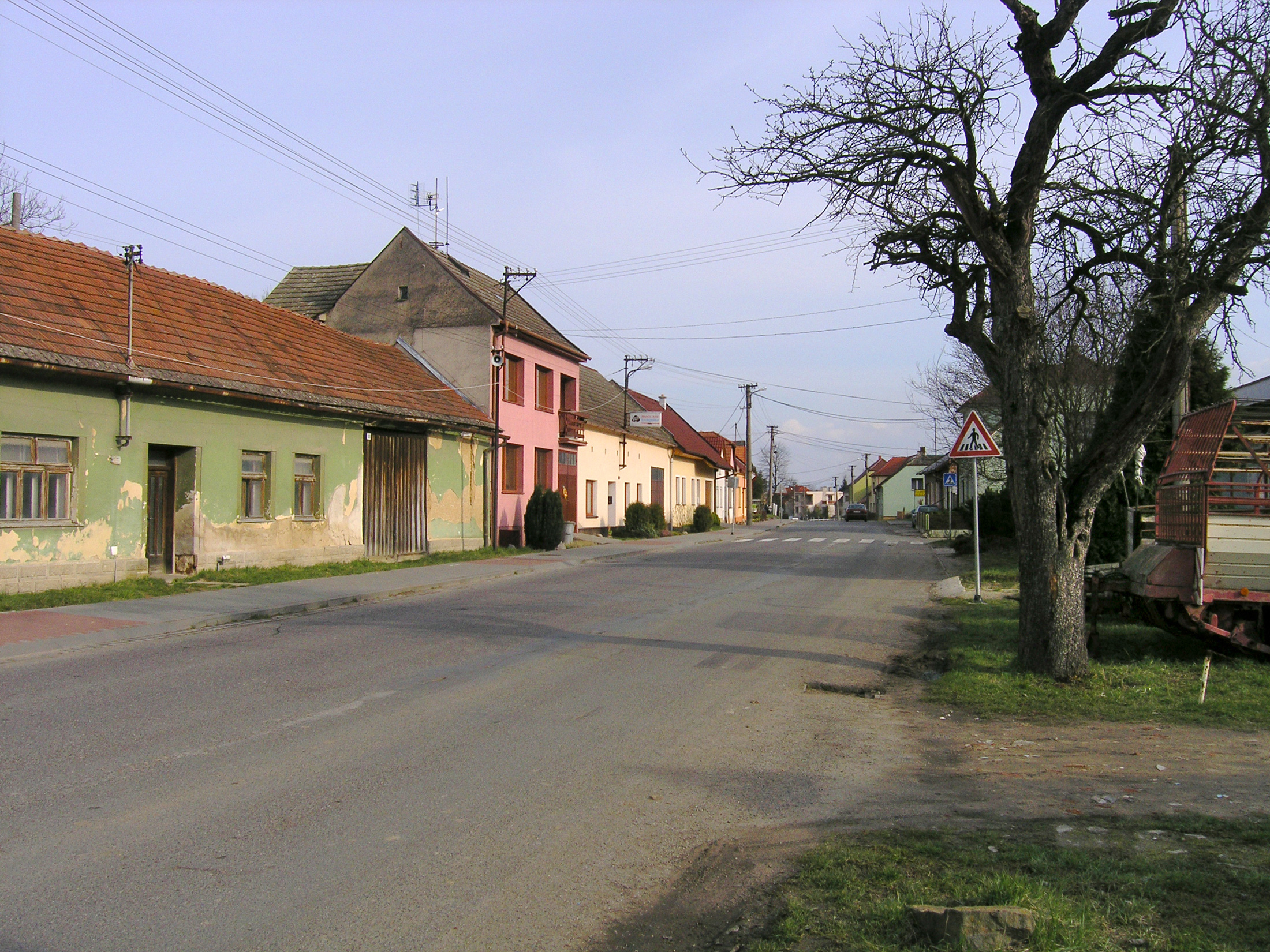
Die Hauptstraße von Boršice

Boršice, 1961–1996: Boršice u Buchlovic (deutsch Borschitz) ist eine Gemeinde in Tschechien. Sie liegt acht Kilometer westlich von Uherské Hradiště und gehört zum Okres Uherské Hradiště.

## Geographie
Boršice befindet sich am südlichen Fuße des Marsgebirges in der Mährischen Slowakei. Das Dorf liegt umgeben von Weinbergen im Tal der Dlouhá řeka an der Einmündung des Medlovický potok. Nördlich befindet sich der Stauweiher Nad Sovínem.
Nachbarorte sind Buchlovice im Norden, Tupesy und Zlechov im Nordosten, Kostelany nad Moravou im Südosten, Nedakonice und Polešovice im Süden, Tučapy im Südwesten, Stříbrnice im Westen sowie Smraďavka und Lázně Leopoldov im Nordwesten.

## Geschichte
Das Dorf wurde wahrscheinlich zum Ende des 12. Jahrhunderts im Zuge der Kolonisation der Gegend angelegt. Die erste urkundliche Erwähnung von Borsiz erfolgte im August 1220, als Bischof Robert von England den Ort dem Kloster Velehrad zuordnete. Eine auf das Jahr 1202 datierte Urkunde, wonach im Jahre 1202 Markgraf Vladislav Heinrich Borsiz für 50 Pfund Silber von einem Ritter Přibyslav erworben und danach dem von ihm gegründeten Kloster geschenkt haben soll, hat sich als ein Falsifikat aus der Mitte des 13. Jahrhunderts erwiesen.
Am 14. Januar 1421 wurde der Ort von den Hussiten auf ihren Rückzug von Uherský Ostroh verwüstet. Dabei wurde die Kirche und das Pfarrhaus ruiniert und der Pfarrer, der sich in den Weinbergen versteckt hatte, mitgeführt. Erst 1453 erfolgte der Wiederaufbau der Kirche. Eingepfarrt waren Tučapy und Zlechov sowie Tupesy. Letzterer Ort wurde 1911 nach Velehrad umgepfarrt. Im 17. Jahrhundert wurde das Dorf bei den Einfällen der Türken schwer in Mitleidenschaft gezogen und mehrmals niedergebrannt. Der Wiederaufbau des Ortes erfolgte zum großen Teil durch Anwerbung neuer Siedler. Dadurch wuchs die Einwohnerzahl innerhalb eines Jahrhunderts wieder auf 907 an. Boršice war einer der Weinbauorte des Klosters. Das Dorf bestand im Jahre 1820 aus 237 Häusern.
Nach der Aufhebung der Patrimonialherrschaften entstand 1848 die politische Gemeinde Boršice / Borschitz, die seit 1850 zum Bezirk Ungarisch Hradisch gehörte. Die Kirche in Boršice gehört seit 1953 zum Dekanat Bzenec. Boršice gehört zu den mährischen Weinbauorten. Zwischen 1961 und 1996 trug die Gemeinden den Namen Boršice u Buchlovic.
In Boršice besteht das Folkloreensemble Pentla und die Blasmusikkapelle Boršičanka.

## Gemeindegliederung
Für die Gemeinde Boršice sind keine Ortsteile ausgewiesen.

## Sehenswürdigkeiten
- Kirche des Hl. Wenzel, die ursprünglich dem Hl. Petrus geweihte Kirche wurde nach ihrer Zerstörung durch die Hussiten 1453 wieder aufgebaut. Wenig später erfolgte ihre Umweihung. 1674 stiftete der namhafte Zisterzienser Christian Hirschmentzl der Kirche 140 Gulden. Das Gemälde des Kirchpatrons am Hauptaltar stammt von Ignaz Raab. Ihre heutige Gestalt erhielt die Kirche beim Umbau von 1791.
- Pfarrhaus
- Friedhof
- Statue des Hl. Johannes von Nepomuk
- Ausstellung im Geburtshaus des RAF-Bomberpiloten Stanislav Mikula, eröffnet 2008

## Söhne und Töchter der Gemeinde
- Miroslav Navrátil (1913–1999), tschechoslowakischer Designer
- Stanislav Mikula (1918–2006), tschechoslowakischer Militärpilot in der Auslandsarmee von 1939 bis 1945, er wurde 1949 Opfer der kommunistischen Säuberungen